# Bulgariella
Bulgariella is een geslacht van schimmels uit de orde Helotiales. De typesoort is Bulgariella pulla.

## Soorten
Volgens Index Fungorum telt het geslacht vier soorten (peildatum december 2021):
| Soortnaam                 | Auteur(s)                     | Publicatiejaar |
| ------------------------- | ----------------------------- | -------------- |
| Bulgariella argentinensis | Speg.                         | 1909           |
| Bulgariella nigrita       | (Fr.) Sacc.                   | 1889           |
| Bulgariella pulla         | (Fr.) P. Karst.               | 1885           |
| Bulgariella sphaerospora  | (Berk. & M.A. Curtis) Gamundí | 1981           |